# The Atomic Cafe
The Atomic Cafe è un film del 1982 diretto da Jayne Loader, Kevin Rafferty e Pierce Rafferty.
La casa di produzione è la "Archives Project Inc.", fondata dagli stessi registi che lavorarono al documentario per ben cinque anni. Essi decisero di non inserire alcun commento narrativo nel film, al fine di permettere allo spettatore di farsi una propria personale opinione basandosi esclusivamente sui fatti.
L'opera ebbe un grande successo di critica (ottenendo anche una nomination al British Academy of Film and Television Arts) e divenne ben presto un punto di riferimento per il genere, tanto che ad essa seguì un libro illustrato e la pubblicazione della colonna sonora. A questo ha certamente dato aiuto il fatto che The Atomic Cafe uscì in un periodo, i primi anni ottanta, in cui iniziò una fase di disarmo nucleare da parte dei due blocchi contrapposti che avevano dato luogo alla Guerra fredda.
Nel 2016 venne scelto per la conservazione nel National Film Registry della Biblioteca del Congresso negli Stati Uniti.

## Trama
Si tratta di un montaggio di una serie di filmati di propaganda degli anni quaranta, cinquanta e sessanta, nei quali si evidenzia la capacità del governo americano, attraverso l'utilizzo dei mezzi di comunicazione di massa, di indottrinare o comunque influenzare l'opinione comune della popolazione sul delicato tema della guerra nucleare.

## Riconoscimenti
- Boston Society of Film Critics: BSFC Award, Miglior documentaro; 1983.